# Transilvania International Film Festival
Das Transilvania International Film Festival (kurz TIFF, rumänisch: Festivalul Internațional de Film Transilvania) ist ein internationales Filmfestival, das seit 2001 jedes Jahr in der rumänischen Stadt Cluj in Siebenbürgen veranstaltet wird. Im Fokus stehen seit Beginn Filme junger Regisseure.

## Transilvania Trophy
Hauptpreis ist die mit 10.000 € dotierte Transilvania Trophy. Die Träger waren:
| Jahr | Film                                             | Filmregisseur                      | Land                                       |
| ---- | ------------------------------------------------ | ---------------------------------- | ------------------------------------------ |
| 2002 | Occident                                         | Cristian Mungiu                    | Rumänien                                   |
| 2003 | Nói Albínói                                      | Dagur Kári                         | Island                                     |
| 2004 | Dias de Santiago                                 | Josué Méndez                       | Peru                                       |
| 2005 | 4                                                | Ilja Chrschanowski                 | Russland                                   |
| 2005 | Whisky                                           | Juan Pablo Rebella und Pablo Stoll | Uruguay/ Argentinien/ Deutschland/ Spanien |
| 2006 | 12:08 Jenseits von Bukarest                      | Corneliu Porumboiu                 | Rumänien                                   |
| 2007 | La Sagrada Familia                               | Sebastian Campos                   | Chile                                      |
| 2008 | Shakespeare and Victor Hugo’s Intimacies         | Yulene Olaizola                    | Mexiko                                     |
| 2009 | North                                            | Rune Denstad Langlo                | Norwegen                                   |
| 2009 | Police, Adjective                                | Corneliu Porumboiu                 | Rumänien                                   |
| 2010 | Mundane History                                  | Anocha Suwichakornpong             | Thailand                                   |
| 2011 | Fara cale de-ntors                               | Miguel Cohan                       | Argentinien/ Spanien                       |
| 2012 | Oslo, 31. August                                 | Joachim Trier                      | Norwegen                                   |
| 2013 | Ship of Theseus                                  | Anand Gandhi                       | Indien/ Niederlande                        |
| 2014 | Stockholm                                        | Rodrigo Sorogoyen                  | Spanien                                    |
| 2015 | El incendio                                      | Juan Schnitman                     | Argentinien                                |
| 2016 | Câini                                            | Bogdan Mirică                      | Rumänien                                   |
| 2017 | Meine glückliche Familie (Chemi bednieri ojakhi) | Nana Ekvtimishvili, Simon Groß     | Georgien/ Deutschland/ Frankreich          |
| 2018 | Die Erbinnen                                     | Marcelo Martinessi                 | Paraguay                                   |
| 2019 | MONOS                                            | Alejandro Landes                   | Kolumbien                                  |
| 2020 | Milla Meets Moses                                | Shannon Murphy                     | Australien                                 |